# 乾酪起司棒

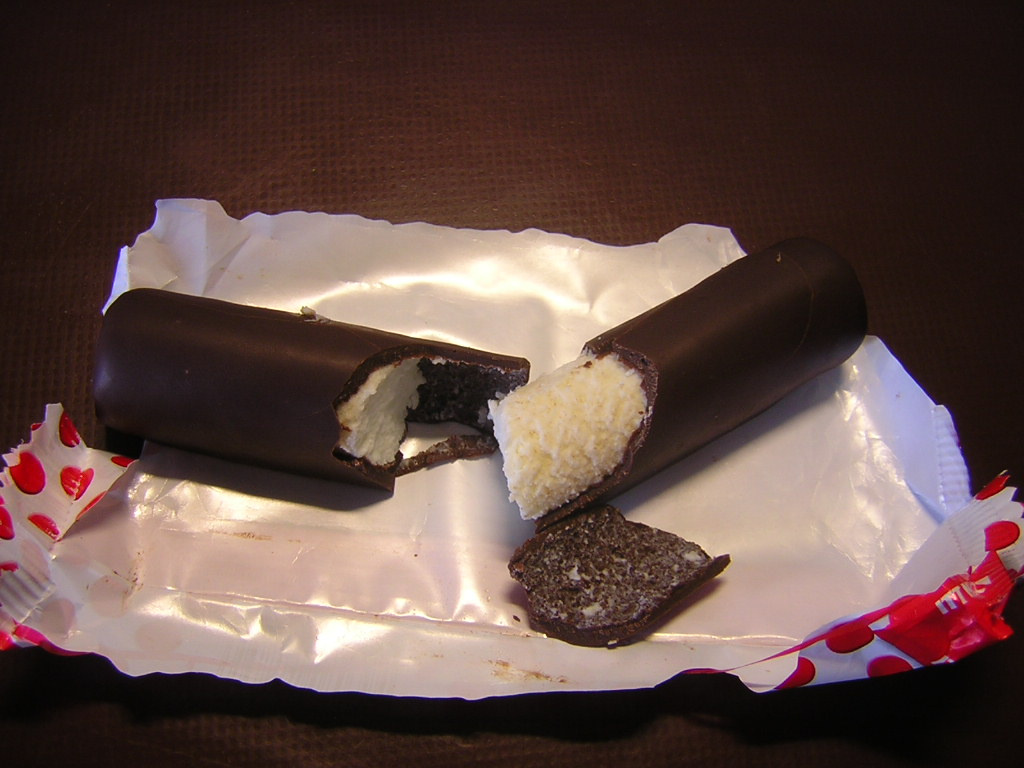
乾酪起司棒

乾酪起司棒（匈牙利語：Túró Rudi）是匈牙利的一種用茅屋起司製作的零食。乾酪起司棒外形細長，看起來像巧克力棒，但裡面是茅屋起司。乾酪起司棒的包裝是紅色圓形圖案。乾酪起司棒發明於1968年，是由匈牙利的一家乳業公司委託一位大學教授發明的，而紅色圓形包裝則是由教授的學生發明。Túró Rudi這個名字中，Túró是匈牙利語中的「茅屋起司」之意，Rudi是人名「魯道夫」的暱稱。乾酪起司棒一般有兩種大小，普通的乾酪起司棒重30克，售價70福林。大號重51克，售價100福林。乾酪起司棒在奧地利、愛沙尼亞、中國、波蘭、俄羅斯、日本也有生產銷售。

## 外部連結
- 维基共享资源上的相關多媒體資源：乾酪起司棒